# 部分调用
在计算机科学中，部分调用（英文：partial application）是一种函数调用手段，其指将一个多元函数的一部分参数先确定下来，将这个函数和这些参数保存在一个内部数据结构中，并对外呈现一个要求更少的参数的函数。
假设存在函数 f (d, n) = [... 返回 boolean 值表示n是否能被d整除... ]。为了编程方便，需要另一个函数 g (n) = [... 返回 boolean 值表示n是否能被5整除... ]。可见，g (n) = f (5, n)。在上述例子中，对 f 这个二元函数进行了调用，提供了两个参数(5, n)，并由此产生了一个一元函数 g，而 g 的参数 n 被传递给 f。但是，一些语言中（如 ocaml，haskell），这个例子可以直接写作g = f (5)。f 明明是二元函数，却只传了一个参数，并获得一个一元函数 g。这种独特的调用方式即称为部分调用。
```
(* 上述例子中的 f 和 g 在 ocaml 中的实现 *)

let
 
f
 
d
 
n
 
=
 
if
 
n
 
mod
 
d
 
=
 
0
 
then
 
true
 
else
 
false

let
 
g
 
=
 
f
 
5

(* 等同于 let g n = f 5 n *)

```

```
// js中，没有部分调用功能，只能通过明确传参的一般调用实现同样的功能。

function
 
f
 
(
d
,
 
n
)
 
{
 
if
 
(
n
 
%
 
d
 
===
 
0
)
 
{
 
return
 
true
 
}
 
else
 
{
 
return
 
false
 
}
 
}

function
 
g
 
(
n
)
 
{
 
return
 
f
 
(
5
,
 
n
);
 
}

```